# Jüdischer Friedhof (Quakenbrück)

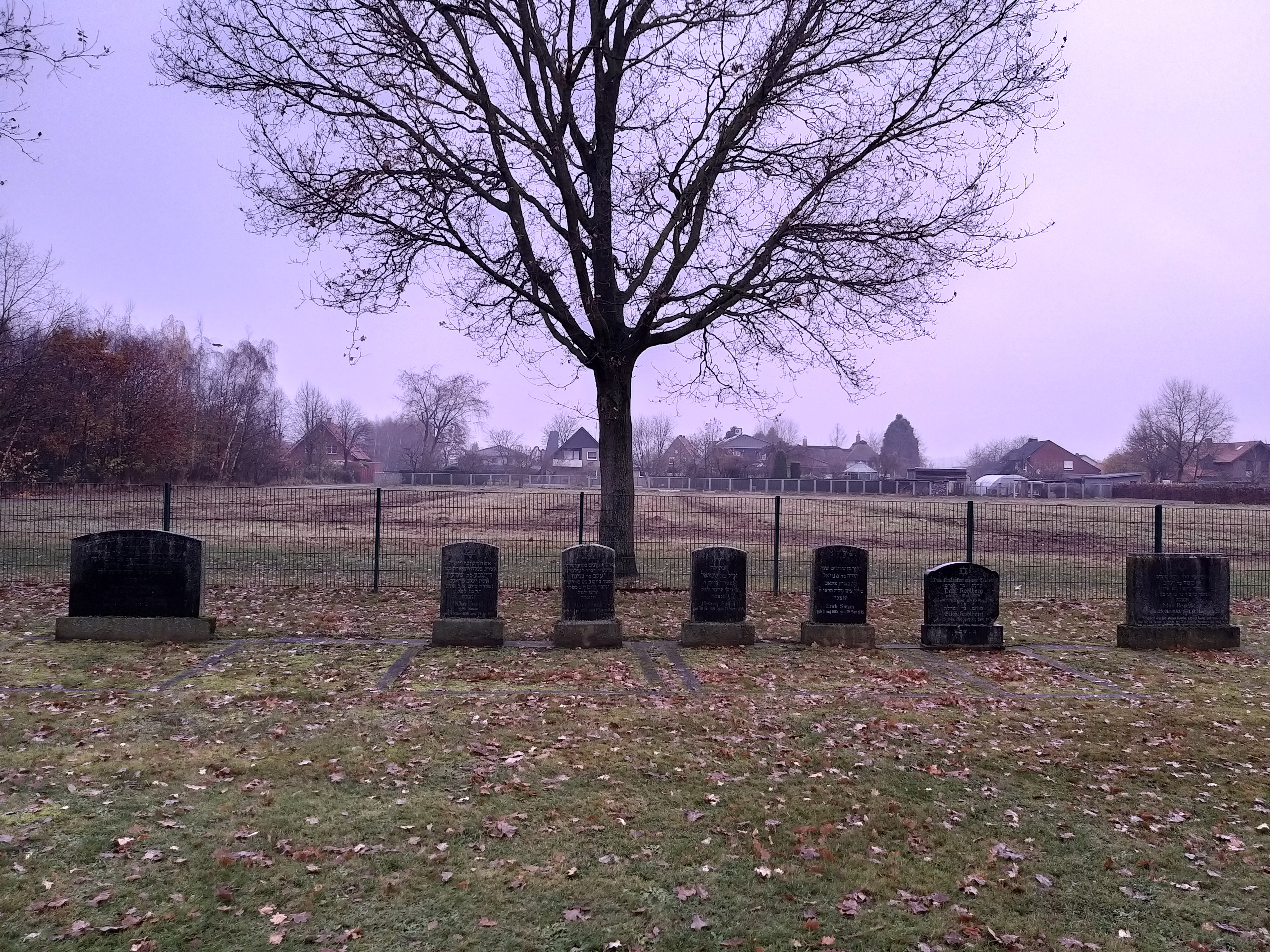
Jüdischer Friedhof Quakenbrück

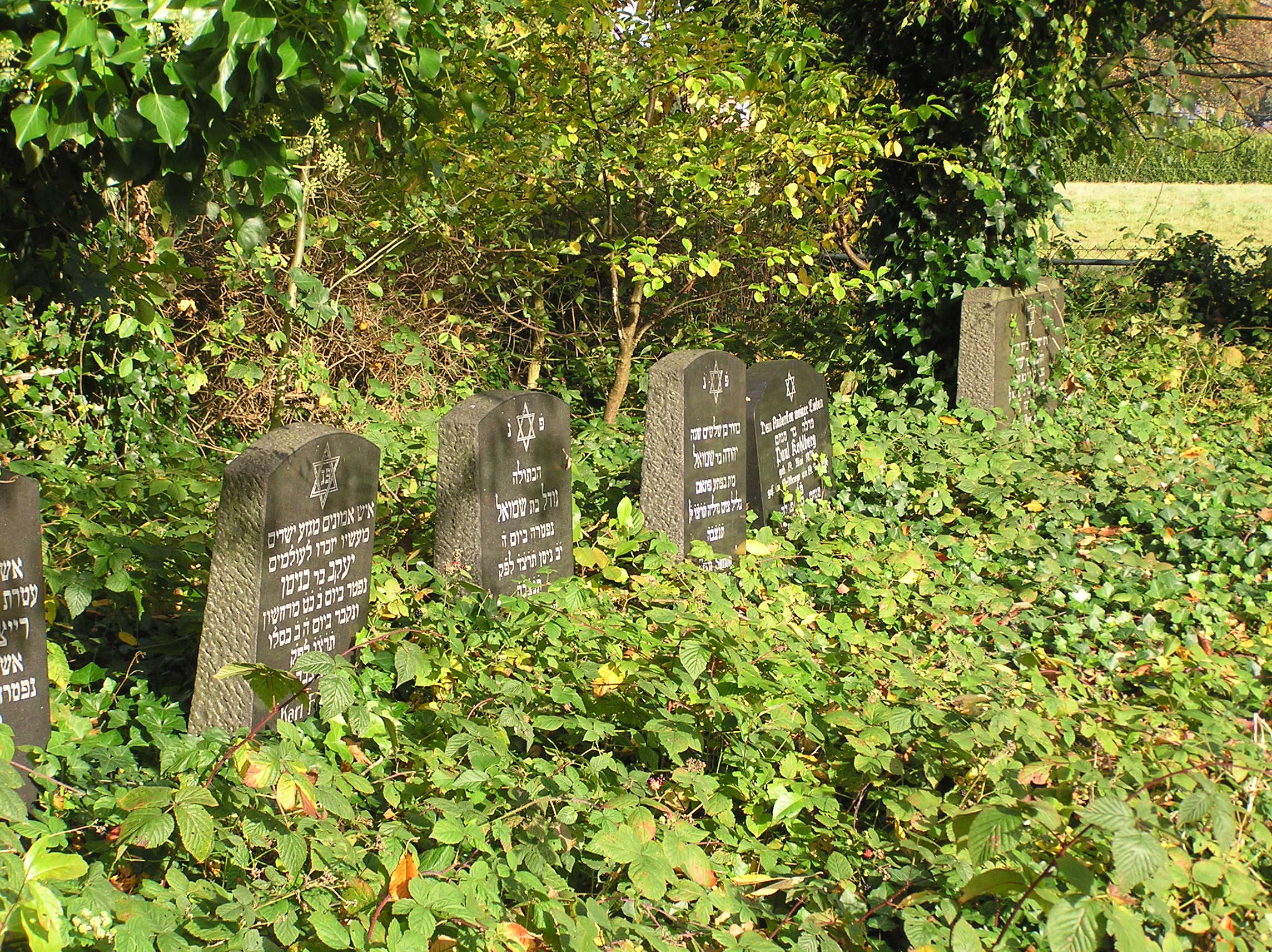
Grabsteine auf dem Friedhof

Der Jüdische Friedhof Quakenbrück liegt am Steimelager Weg in der Stadt Quakenbrück im niedersächsischen Landkreis Osnabrück.
Auf dem Friedhof, der von 1924 bis 1938 belegt wurde, befinden sich sieben Grabsteine.